# Daniel Fonseca
Daniel Fonseca   (Montevideo, 13 de setembre de 1969) fou un futbolista uruguaià de les dècades de 1980 i 1990.
Fou 30 cops internacional amb la selecció de l'Uruguai.
A més de Nacional, ha destacat com a futbolista al futbol italià, on ha jugat pels clubs Cagliari Calcio, SSC Napoli, AS Roma, Juventus FC, i Como.